# Andrzej Zięba (historyk)
Andrzej Aleksander Zięba (ur. 1958 w Nowym Wiśniczu) – polski historyk, doktor habilitowany nauk humanistycznych w zakresie historii, kierownik Zakładu Stosunków Etnicznych w Europie Instytutu Etnologii i Antropologii Kulturowej Uniwersytetu Jagiellońskiego.

## Życiorys
Absolwent Wydziału Filozoficzno-Historycznego Uniwersytetu Jagiellońskiego, Instytutu Historii (1982), doktor (1992). W latach 1982-2008 pracownik Zakładu Historii Międzynarodowych Ruchów Migracyjnych w Instytucie Badań Polonijnych Uniwersytetu Jagiellońskiego. W latach 1987–1989 visiting scholar w: Center for Russian and East European Studies (University of Michigan), Harvard Ukrainian Research Institute, Canadian Institute of Ukrainian Studies (University of Alberta), Chair of Ukrainian Studies (University of Toronto). Resident scholar w Multicultural History Society of Ontario (1994).
W 2011 uzyskał stopień doktora habilitowanego na podstawie rozprawy Lobbing dla Ukrainy w Europie międzywojennej: Ukraińskie Biuro Prasowe w Londynie oraz jego konkurenci polityczni (do roku 1932). Od 2014 kierownik Zakładu Stosunków Etnicznych w Europie Instytutu Etnologii i Antropologii Kulturowej Uniwersytetu Jagiellońskiego.
Sekretarz Komisji Wschodnioeuropejskiej Wydziału II Historyczno - Filozoficznego Polskiej Akademii Umiejętności, członek Komisji do Badań Diaspory Polskiej PAU. Wieloletni współpracownik, a w latach 1999–2003 zastępca redaktora naczelnego Polskiego Słownika Biograficznego. Członek rad redakcyjnych czasopism: „Krakowskie Pismo Kresowe” (Kraków), „Lehahayer. Czasopismo poświęcone dziejom Ormian polskich” (Kraków) oraz „Studia Politologica Ucraino-Polona” (Kijów-Kraków).
W 2013 laureat Nagrody Naukowej KLIO za monografię Ormiańska Warszawa, której jest współautorem i redaktorem naukowym. W 2017 otrzymał srebrny medal „Zasłużony Kulturze Gloria Artis”. W 2023 został odznaczony Złotym Krzyżem Zasługi.

## Wybrane publikacje
- Sheptyts’kyi in Polish Public Opinion (w: Morality and Reality. The Life and Times of Andrei Sheptyts’kyi, 1989)
- Metropolita Andrzej Szeptycki: studia i materiały (redakcja, 1994)
- Łemkowie i łemkoznawstwo w Polsce (redakcja, 1997)
- Ukraińcy w Kanadzie wobec Polaków i Polski (1914 - 1939) (1998)
- Mechanizmy zamorskich migracji łańcuchowych w XIX wieku: Polacy, Niemcy, Żydzi, Rusini (współautorstwo z Dorotą Praszałowicz i Krzysztofem Makowskim, 2004)
- Florian Sokołów, Nahum Sokołów, życie i legenda (przypisy, komentarz oraz studium wstępne W drodze z Warszawy do Syjonu - przypadek rodziny Sokołowów, strony V-CXXXIII, 2006)
- Etniczność jako kostium (w: Etniczność. O przemianach społeczeństw narodowych. 2008)
- Formuły patriotyzmu w Europie Wschodniej i Środkowej od nowożytności do współczesności (redakcja wraz z Andrzejem Nowakiem, 2009)
- Kultura Galicji (w: Społeczeństwo, kultura, inteligencja, 2009)
- Lobbing dla Ukrainy w Europie międzywojennej. Ukraińskie Biuro Prasowe w Londynie oraz jego konkurenci polityczni (2010)
- Ormiańska Warszawa (współautorstwo z prof. UJ Krzysztofem Stopką, Armenem Artwichem i Moniką Agopsowicz, 2012, Nagroda Naukowa KLIO 2013)
- Rzecz o roku 1863. Uniwersytet Jagielloński wobec powstania styczniowego, (redakcja, 2013, Krakowska Książka Miesiąca)
- Wokół sporów o etnogenezę Łemków (w Łemkowie, 2013)
- Monarchia, wojna, człowiek: codzienne i niecodzienne życie w Galicji w dobie pierwszej wojny światowej, (redakcja z Adamem Świątkiem, 2014)
- Poeta jako władca czasu? Semantyka czasu w poezji Tarasa Szewczenki (w: W krainie metarefleksji, 2014)
- liczne biogramy w Polskim Słowniku Biograficznym